# Robert Hogan (Psychologe)

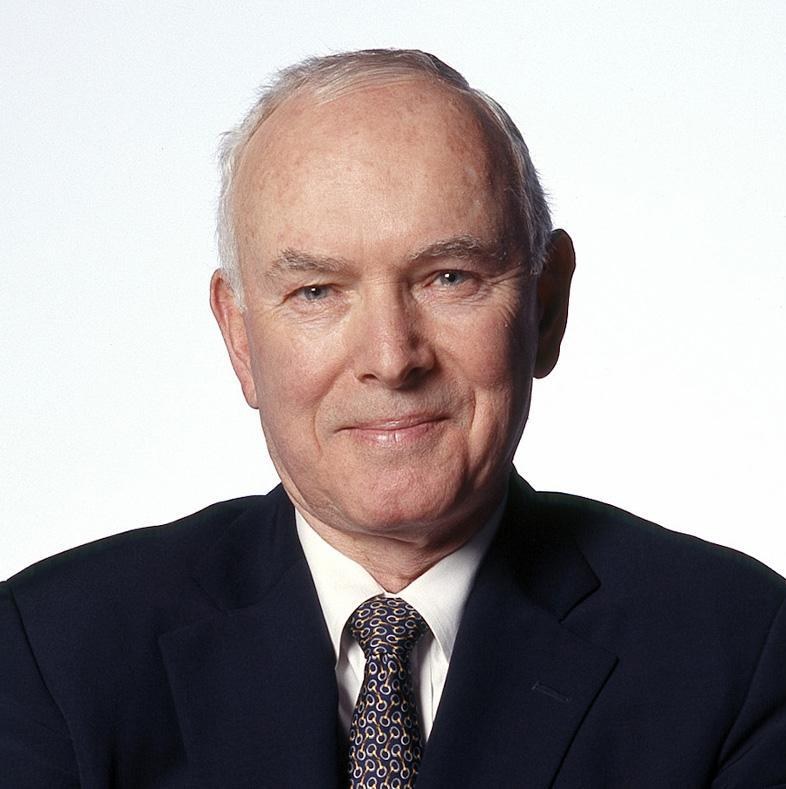
Robert Hogan (2005)

Robert Hogan (* 1937 in Los Angeles, Kalifornien) ist ein amerikanischer Psychologe, der für seine Innovationen auf dem Gebiet der Persönlichkeitstests bekannt ist. Seine Forschungsarbeit brachte unter anderem verschiedene Persönlichkeitsfragebögen hervor, die in der organisatorischen Leitung von Institutionen angewendet werden und helfen sollen, die Führungskompetenz leitender Mitarbeiter zu erweitern.

## Beruflicher Werdegang
Hogan promovierte 1967 an der Universität von Kalifornien in Berkeley, wo er sich auf Persönlichkeitsanalyse spezialisierte. Er war von 1982 bis 2001 McFarlin Professor und Vorsitzender der Abteilung für Psychologie an der Universität von Tulsa. Davor war er 17 Jahre lang Professor für Psychologie und Soziale Beziehungen an der Johns-Hopkins-Universität. Er erhielt mehrere Forschungs- und Lehrauszeichnungen und ist Präsident der Hogan Assessment Systems in Tulsa (Oklahoma), einer Organisation, die er zusammen mit seiner Frau, Joyce Hogan, 1987 gründete. Er ist Fellow der American Psychological Association (APA) und der Gesellschaft für Industrie- und Organisationspsychologie (SIOP).

## Forschung
Hogan trug zur Entwicklung der sozio-analytischen Theorie bei, der zufolge der Kern der Persönlichkeit auf evolutionären Anpassungen basiert. Menschen, so Hogan, leben in Gruppen, und Gruppen entwickeln Status-Hierarchien. Dies wiederum führe zu zwei weiteren Verallgemeinerungen: Menschen seien nicht nur motiviert, mit anderen Gruppenmitgliedern zurechtzukommen, sondern auch weiterzukommen, um die Status-Vorteile zu genießen. Hogan, ein kritischer, teils ikonoklastischer Beobachter und Mitwirkender in der amerikanischen Psychologie, geht davon aus, dass Persönlichkeit am besten aus der Perspektive des Beobachters untersucht wird, nicht aus der der handelnden Person. Daher bestand Hogan darauf, dass Persönlichkeitstests danach bewertet werden sollten, wie gut der Ruf einer Person – definiert durch Persönlichkeitstests – das Verhalten am Arbeitsplatz und in zwischenmenschlichen Beziehungen voraussagen kann.

“Reputations are immensely useful for predictive purposes. The best predictor of future behavior is past behavior, reputations are a summary of past behavior, therefore reputations are the best information we have about future behavior.”

„Der Ruf einer Person ist für Prognosezwecke immens nützlich. Der beste Indikator für zukünftiges Verhalten ist das Verhalten in der Vergangenheit; der erworbene Ruf ist eine Zusammenfassung  bisherigen Verhaltens und gibt daher die beste Information, die wir für zukünftiges Verhalten haben.“

## Anwendung
Sein spezielles wissenschaftliches Interesse hat Hogan schon früh mit der Frage konfrontiert, wie seine Erkenntnisse praktische Anwendung finden könnten. Konsequent führte ihn dies 1987 gemeinsam mit seiner Frau zur Gründung der Hogan Assessment Systems. Ziel der Angebote dieser Organisation sei es, die Mitarbeiterfluktuation zu reduzieren und die Produktivität der beratenen Unternehmen zu steigern. Hogan Assessment Systems bietet unter anderem Aus- und Fortbildung an, so dass es inzwischen zertifizierte Consultants gibt, die weltweit Unternehmensberatung nach dem Modell Hogans anbieten.
2015 spendete Hogan 50.000 $ an die American Psychological Foundation (APF) – in Erinnerung an den im Jahr 2008 verstorbenen John L. Holland. Der habe mit seiner Originalität, seiner Arbeitsmoral und seiner Produktivität einen tiefen Einfluss auf ihn gehabt. Mit diesem Geschenk hoffte Hogan, dass eine neue Generation von Studenten aufmerksam gemacht werde auf Hollands Beitrag zur Karriereforschung sowie auf den Einfluss von Persönlichkeit, Kultur und Umwelt auf Arbeitsverhalten und Gesundheit.

## Veröffentlichungen
Hogan ist weitgehend anerkannt für seine Beschreibung, wie Persönlichkeitsfaktoren in einer Vielzahl von Bereichen die organisatorische Effizienz beeinflussen – angefangen vom Organisationsklima und der Organisationsleitung bis hin zur Teamzusammenstellung und Effektivität. Hogan ist Autor bzw. Co-Autor von mehr als 300 Zeitschriftenartikeln, Aufsätzen in Sammelwerken und Büchern. 1997 war er Mitherausgeber eines Handbuches für Persönlichkeitspsychologie, das unter vielem Anderen elf dysfunktionale Neigungen analysiert und beurteilt. Im selben Jahr legte Hogan sein Persönlichkeitsinventar mit umfassenden Beiträgen zur Persönlichkeitspsychologie vor. Ihn beschäftigte das Schicksal einer Organisation in Abhängigkeit von der Persönlichkeit derer, die ihr angehören. Er beschrieb, wie die Kenntnis um die Persönlichkeit benutzt werden kann, um Organisationen zu verstehen, Teams zusammenzustellen und Menschen zu bewerten, auszuwählen und zu trainieren. Im Jahr 2012 stellte er zusammen mit Gordon Curphy ein Modell für den Aufbau und die Leitung von hochleistungsfähigen Teams vor.
1994 war Hogan einer der Unterzeichner eines Leitartikels von Linda Gottfredson mit dem Titel Mainstream Science on Intelligence, der im Wall Street Journal veröffentlicht wurde. 131 Wissenschaftler waren von Gottfredson angefragt, diesen Leitartikel zu unterzeichnen. 52 von ihnen haben unterschrieben und sich einstimmig zu Fragen im Zusammenhang mit der Kontroverse um die Intelligenz-Forschung geäußert, der die Veröffentlichung des Buches The Bell Curve folgte:

“This statement outlines conclusions regarded as mainstream among researchers on intelligence, in particular, on the nature, origins, and practical consequences of individual and group differences in intelligence. Its aim is to promote more reasoned discussion of the vexing phenomenon that the research has revealed in recent decades. The following conclusions are fully described in the major textbooks, professional journals and encyclopedias in intelligence.”

„Diese Stellungnahme skizziert die Schlussfolgerungen, die als Hauptströmung unter Intelligenz-Forschern betrachtet werden, insbesondere im Hinblick auf die Natur, die Herkunft und die praktischen Konsequenzen von individuellen und Gruppenunterschieden in der Intelligenz. Ihr Ziel ist es, mehr begründete Diskussion über ein irritierendes Phänomen zu fördern, das die Forschung in den letzten Jahrzehnten aufgedeckt hat. Die folgenden Schlussfolgerungen sind vollständig in den großen Lehrbüchern, Fachzeitschriften und Enzyklopädien über Intelligenz beschrieben.“

Umstritten waren Forschungsergebnisse, die nahelegten, eine unterschiedliche Verteilung der Intelligenz bei „African Americans“ und der weißen Bevölkerung anzunehmen.

## Schriften
- mit Hogan, J., Barrett, P.: Personality Measurement, Faking, and Employment Selection. In: Journal of Applied Psychology. Band 92, 2007, S. 1270–1285.
- mit Chamorro-Premuzic, T., Kaiser, R. B.: Employability and career success: Bridging the gap between theory and reality. In: Industrial and Organizational Psychology. Band 6, 2013, S. 3–16.

## Auszeichnungen
- 1994: British Psychological Society Award[18] auf dem International Congress of  Coaching Psychology für die Hogan-Persönlichkeitstests[19]
- 2014: Career Achievement Award[20] von der Association of Test Publishers (ATP)[21] für Innovationen von Testverfahren
- Zu Ehren von Joyce und Robert Hogan vergibt SIOP, die Society for Industrial and Organizational Psychology eine jährliche Auszeichnung für herausragende Ergebnisse in der Persönlichkeitsforschung und in der angewandten Psychologie[22]